# Entandrophragma congoense
Entandrophragma congoense là một loài thực vật có hoa trong họ Meliaceae. Loài này được (De Wild.) A.Chev. mô tả khoa học đầu tiên năm 1909.